# Mathias Corvinus Collegium
Das Mathias Corvinus Collegium (MCC) ist eine Bildungseinrichtung und Denkfabrik mit Sitz in Budapest, die dem rechtskonservativen politischen Spektrum zugerechnet wird. Das MCC ist die größte private Bildungseinrichtung für Begabtenförderung Ungarns und des Karpatenbeckens, die kostenlose Talentförderungsprogramme anbietet. Diese ergänzen die traditionelle öffentliche Schul- und Hochschulbildung mit der Zielsetzung, interdisziplinäres Wissen über den eigenen Fachbereich hinaus zu vermitteln. Das MCC fungiert auch als Wissenszentrum mit eigenen angesiedelten Forschungsinstituten, das Mobilitätsprogramme und Stipendienprogramme organisiert, Bücher und akademische Arbeiten veröffentlicht und internationale Konferenzen und Diskussionsforen veranstaltet.
Das wie die Corvinus-Universität nach dem ungarischen König Matthias Corvinus benannte MCC wurde von der ungarischen Regierung unter Viktor Orbán 2020 mit umgerechnet mehr als einer Milliarde Euro ausgestattet. 2020 wurde die frühere Stiftung durch die Mathias-Corvinus-Collegium-Stiftung, eine Stiftung öffentlichen Rechts, ersetzt, was mit der Stärkung der finanziellen Basis und der Festlegung neuer Ziele verbunden war. Der neuen Stiftung wurden vom ungarischen Parlament zweckgebunden jeweils zehn Prozent der staatlichen Anteile am Ölkonzern MOL sowie am Pharmaunternehmen Richter Gedeon im Wert von knapp 1,4 Mrd. € übertragen, aus deren Dividenden sich die Aktivitäten der Stiftung im Wesentlichen finanzieren. Es wird von einigen Medien als politisches Instrument bezeichnet, Ungarns zukünftige Eliten hervorzubringen sowie ein internationales rechtes Netzwerk in Europa zu etablieren. Von seinen Kritikern wird das MCC als regierungsfreundliche Kaderschmiede bezeichnet. Laut Selbsterklärung ist es „ideologisch unabhängig, aber nicht wertneutral“.
Vorsitzender des Stiftungsrates ist Balázs Orbán, der nicht mit diesem verwandte politische Direktor des Ministerpräsidenten Viktor Orbán. Generaldirektor ist Zoltán Szalai, Herausgeber der konservativ-bürgerlichen ungarischen Wochenzeitung Mandiner. Das MCC hat 28 Standorte in Ungarn, seinen Nachbarländern im Karpatenraum sowie in Brüssel für über 7000 Studenten (Stand: Oktober 2023).

## Geschichte

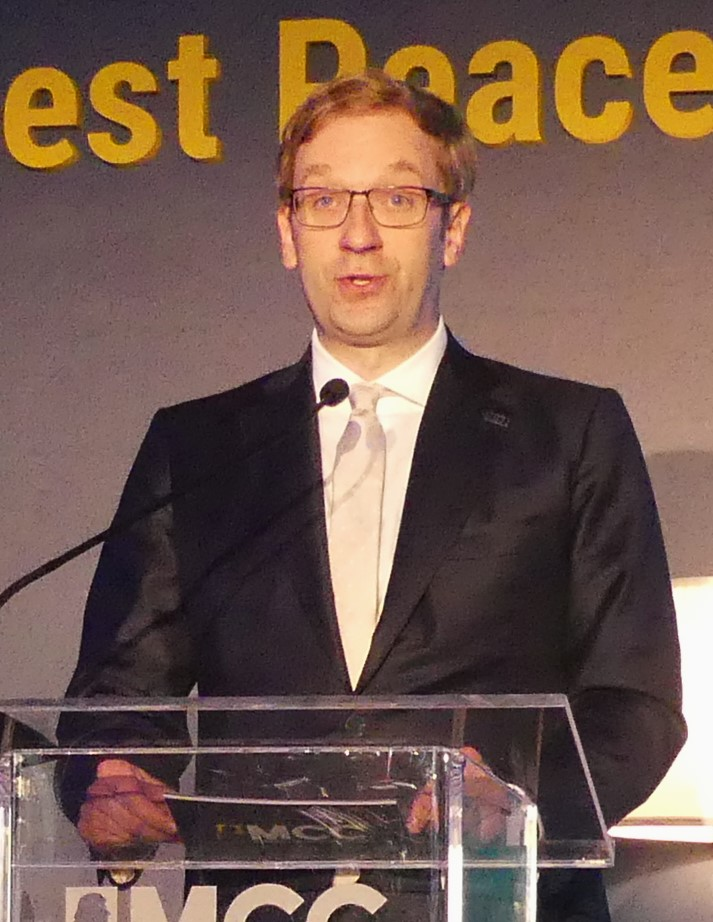
Generaldirektor Zoltán Szalai (2023)

Im Jahr 1996 spendeten der Gründer und Orbán-Berater András Tombor und seine Familie einen beträchtlichen Geldbetrag, um eine Einrichtung zur Ausbildung von Talenten zu gründen. Ziel ihrer Initiative war es, junge Menschen mit herausragendem Talent und Engagement für das Wohlergehen Ungarns zu fördern und ihnen die Art von Weiterbildung zu bieten, die im traditionellen Schulsystem aus Gründen des Zeit- und Ressourcenmangels nicht möglich war. Die Einrichtung nahm zunächst Gymnasiasten und Universitätsstudenten auf. Parallel dazu wurde ein Tutorsystem eingerichtet, und es wurden erste Vortragsreihen und Studienreisen ins Ausland organisiert. Es verfügt über verschiedene Programme, zum Beispiel eine Führungs- und Journalistenakademie, und bietet Kurse für Studenten und Schüler über Wirtschaft, Sozialwissenschaft und Rechtswissenschaft in Budapest und weiteren ungarischen Städten an. Zudem wurden mehrere Institute ins Leben gerufen, u. a. zu Migrations- und Klimaforschung.
In den 2000er Jahren war Miklós Maróth der Leiter der Einrichtung insgesamt, die dort unterrichteten Fachrichtungen wurden einer separaten Leitung unterstellt. 2001 wurde auf dem Gellért-Berg in der Somlói-Straße in Budapest ein Kollegium (Wohnheim) mit 47 Studenten eingerichtet. Im Jahr 2002 wurde das Sekundarschulprogramm auf der Grundlage von Fernunterricht und Samstagsschultagen eingeführt, gefolgt von zweijährigen Weiterbildungsprogrammen in den Bereichen Recht, Wirtschaft, Sozialwissenschaften, internationale Beziehungen und Kommunikation, die den Universitätsstudenten offenstanden. Neben der Erneuerung seines Ausbildungssystems ist das MCC seit 2008 als Mitherausgeber auf dem Buchmarkt tätig. 2009 wurde die Akademie für Führungskräfte ins Leben gerufen.
In den 2010er Jahren wurde ein Programm für Sekundarschüler in Cluj-Napoca und Odorheiu Secuiesc in Siebenbürgen, Rumänien eingerichtet, gefolgt von einem Universitätsprogramm. 2015 wurde das Jugendtalentprogramm für Grundschüler ins Leben gerufen, bei dem die Schüler Erfahrungen in Bereichen sammeln sollen, die im öffentlichen Unterricht nicht gelehrt werden, aber eng mit dem täglichen Leben verbunden sind. Im Jahr 2017 wurde das Ausbildungsportfolio um die Programme für Führungskräfte des öffentlichen Lebens erweitert, zunächst mit dem Start der Siebenbürgischen Schule für Politik, die sich an die ungarische Minderheitengemeinschaft in Siebenbürgen richtet. 2018 begannen zwei weitere Aufbaustudiengänge, der Lehrgang für Führungskräfte des öffentlichen Lebens in der Karpatenukraine und der Lehrgang für weibliche Führungskräfte des öffentlichen Lebens. Im selben Jahr wurde das Roma-Talentprogramm ins Leben gerufen, und das Universitätsprogramm um die Fachspezialisierung der Mindset-Psychologieschule erweitert. 2019 wurden mit dem Ziel, eine Kultur des demokratischen Dialogs aufzubauen, die Debattenakademie, sowie die internationalen Programme MCC Budapest Summit und MCC Budapest Lectures geschaffen.
Im Juni 2020 wurde die Mathias-Corvinus-Collegium-Stiftung neue Eigentümerin der Einrichtung. Die Nationalversammlung übertrug der Stiftung jeweils zehn Prozent der Aktien der MOL AG und Richter Gedeon AG sowie die Immobilien an der Somlói-Straße. Parallel zur Erneuerung wurden auch die Organisation und die Organe des MCC umstrukturiert. Die neue Mathias-Corvinus-Collegium-Stiftung wurde zeitgleich mit der Auflösung der von den ehemaligen Gründern geleiteten Tihany-Stiftung gegründet, deren Präsident der damalige stellvertretende Minister Balázs Orbán und deren Generaldirektor Zoltán Szalai, bereits seit 2009 geschäftsführender Direktor des MCC, wurde. Im selben Jahr erhielt die Stiftung einen neuen Zuschuss aus dem Zentralhaushalt, wodurch sich ihr Vermögen auf 400 Milliarden Forint (über 1 Mrd. €) erhöhte, eine Summe, die das Jahresbudget aller anderen ungarischen Hochschulen übertrifft. Als Sitz der Stiftung und Veranstaltungsgebäude dient das ehemalige Danubius Hotel Flamenco (Stand: 2021).

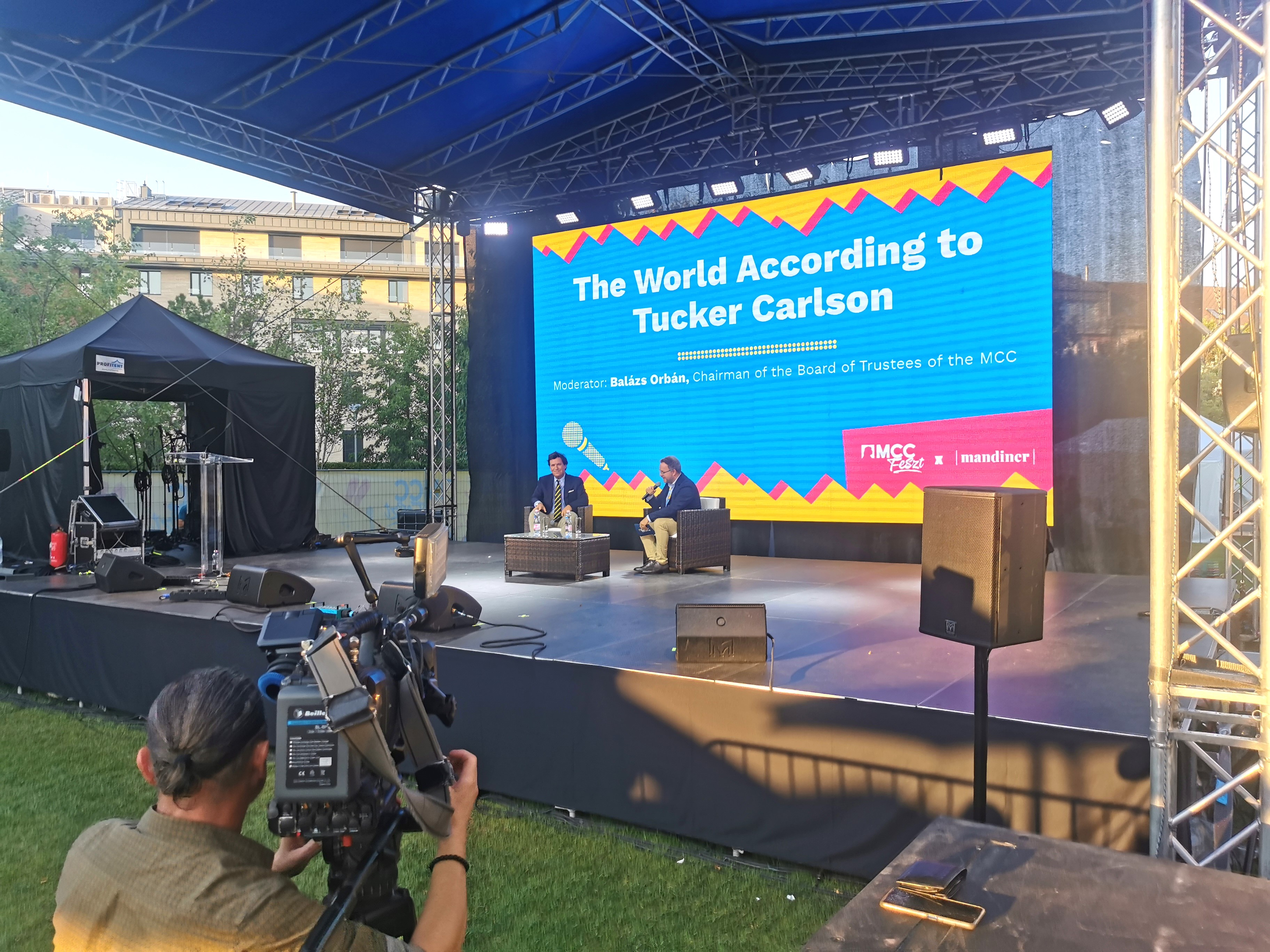
Tucker with Balázs Orbán at MCC Fest After

Im Jahr 2021 weitete das MCC seine Aktivitäten weiter aus, um neue Ortschaften und Leute abdecken zu können. Zum ersten Mal fand in Gran (Esztergom) das MCC-Fest, ein Talent-, Musik- und Kulturfestival, mit mehreren nationalen und internationalen Rednern statt, darunter Tucker Carlson, der amerikanische politische Kommentator Dennis Prager und der in Indien geborene geopolitische Zukunftsforscher Abishur Prakash.
Das MCC unterhält verschiedene internationale Kooperationen. Am 1. Dezember 2020 nahm das Deutsch-Ungarische Institut seine Arbeit auf. Es befindet sich in den Räumen des ehemaligen Balassi-Instituts. Leiter ist der Jurist Bence Bauer, der zuvor für die Konrad-Adenauer-Stiftung arbeitete. Im November 2022 eröffnete eine Dependance in Brüssel. Direktor des MCC Brussels ist Frank Furedi, Forschungsdirektor Werner J. Patzelt.
Im Jahr 2023 startete das MCC mit 7.000 Studenten die zweite Phase seines Universitätsprogramms in ländlichen Universitätszentren. Das regionale Netzwerk des MCC ist erheblich gewachsen, bis Oktober 2023 war das MCC an 28 Standorten im Karpatenbecken und außerhalb präsent – davon 17 innerhalb Ungarns und 11 in ausländischen Städten –, wo es auch mit der Renovierung vernachlässigter und heruntergekommener Gebäude begann.
Im Jahr 2023 erwarb das MCC eine 90-prozentige Beteiligung an der Modul University in Wien. Die private Universität mit Schwerpunkt Tourismus bietet Studiengänge auf Bachelor-, Master- und Doktoratsniveau an. Im Juni 2023 wurde eine Kooperationsvereinbarung mit der European School of Management and Technology Berlin unterzeichnet.
Generaldirektor ist der Germanist und Kulturhistoriker Zoltán Szalai. Leiter der Medienschule ist der frühere Welt-Korrespondent Boris Kálnoky.

## Organisationsstruktur

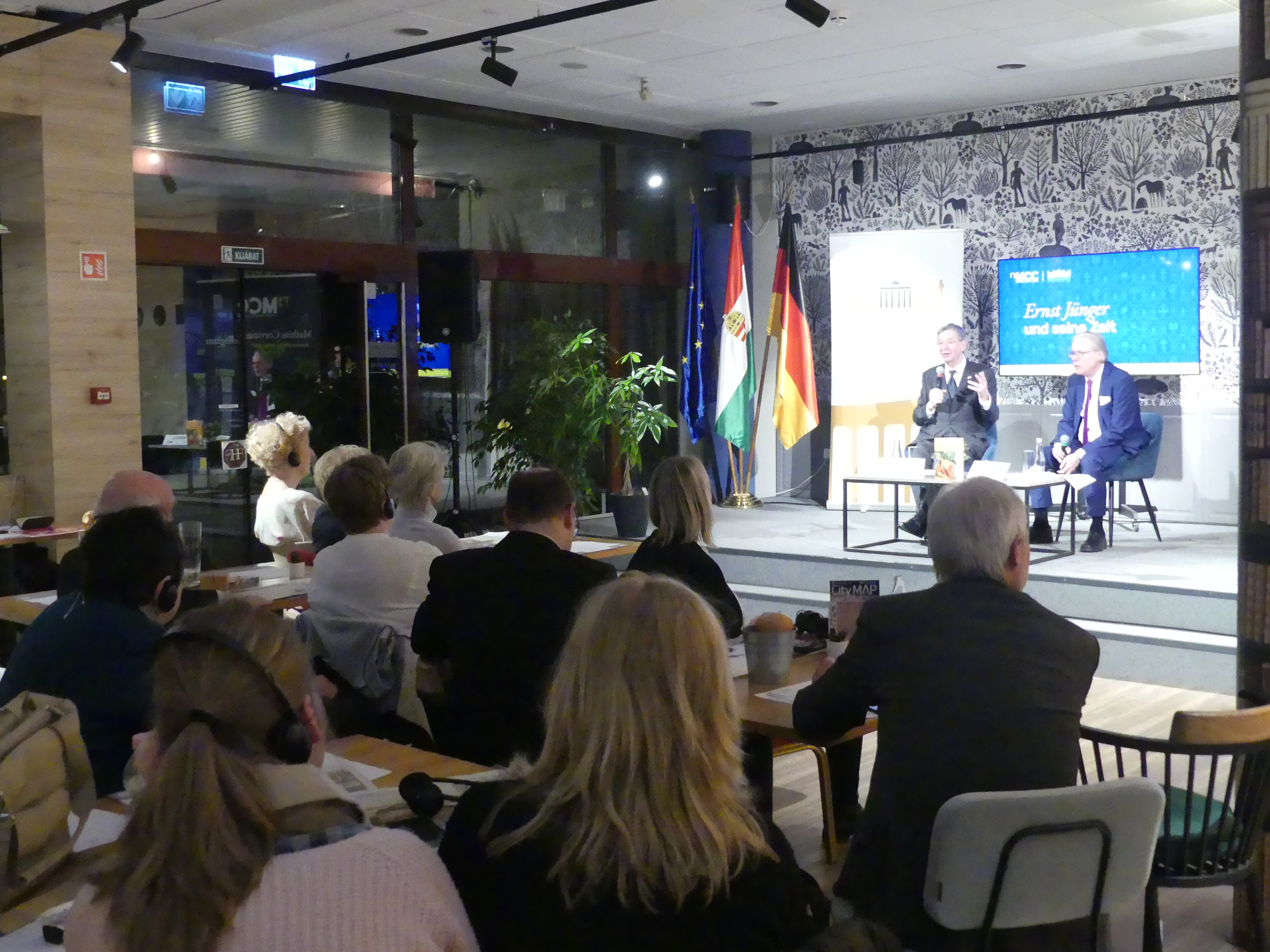
Über Ernst Jünger - Deutsch-Ungarisches Institut für Europäische Zusammenarbeit

Innerhalb des MCC gibt es verschiedene Schulen, Werkstätten und Fachabteilungen, die die Begabtenförderungsprogramme verwalten. Diese werden durch sechs weitere Forschungsinstitute ergänzt:
- Institut für Migrationsforschung
- Institut für Klimapolitik
- Deutsch-Ungarisches Institut für Europäische Zusammenarbeit
- Institut für Jugendforschung
- Institut für Lernforschung
- Flow Forschungsinstitut

### Bildungsprogramme
Die Ausbildung wird im Rahmen der folgenden Programme durchgeführt: Jugendtalentprogramm, Sekundarschulprogramm, Universitätsprogramm, Postgraduiertenprogramm, MCC-Doktorandenprogramm, Postdoktorandenprogramm, Roma-Talentprogramm und Zentrum für Karriere- und fachliche Entwicklung.
In den Rahmen des Universitätsprogramms fallen die folgenden Schulen: Schule für Recht, Schule für Wirtschaft, Medienschule, Mindset-Psychologieschule, Schule für Internationale Beziehungen, Schule für Sozialwissenschaften und Geschichte.
Das MCC verfügt über umfangreiche internationale Kontakte, lädt zahlreiche ausländische Dozenten und Gastdozenten nach Ungarn ein und vergibt internationale Stipendien an Studierende. Zu den Gastdozenten gehören Mark Khater, Direktor des Centre for Strategy and Performance an der Universität Cambridge; Jeffrey Sachs, Joshua Katz, Linguist und Altphilologe, ehemaliger Professor an der Princeton University; und Tilo Schabert.
Die Organisation organisiert jedes Jahr Hunderte von Veranstaltungen mit internationalem Bezug. Dazu gehören die wöchentlich stattfindenden MCC Budapest Lectures, die regelmäßigen MCC Ambassador Talks und MCC Lunch Talks sowie die größte Veranstaltung ihrer Art, der MCC Budapest Summit, der jedes Jahr stattfindet. Das MCC Budapest Peace Forum 2023 brachte 70 Redner und 35 Experten aus 20 verschiedenen Ländern zusammen. Die Institution war Gastgeber mehrerer sehr erfolgreicher und fachlich renommierter Redner und Gastdozenten.

### Stipendienprogramme
MCC bietet verschiedene Arten von Stipendien an, um seinen Studenten und Fachleuten die Möglichkeit zu geben, ihr Wissen zu vertiefen und an den besten Universitäten der Welt zu forschen. Ab Juni 2023 bietet das MCC die folgenden Stipendien an:
- Stipendium für die Wiener Modul Universität
- Stipendium Peregrinum
- Budapest-Fellowship-Programm
- MCC-Fellowship-Programm
- MCC-Scholarship-Programm
- MCC Training Grant
- Visiting-Fellowship-Programm
- Scrutopia Summer School
- MCC Mobilität+
- ESMT Berlin

Im Jahr 2020 rief das MCC das Stipendienprogramm MCC Visiting Fellowship ins Leben, in dessen Rahmen herausragende ausländische (und im Ausland lebende ungarische) Forscher und Professoren die Möglichkeit erhalten, für einen Zeitraum von zwei Wochen bis zu sechs Monaten an den komplexen Aktivitäten des MCC teilzunehmen, zu forschen und in den Budapester und regionalen Zentren des MCC zu lehren.
Im Jahr 2021 riefen MCC und die in Washington D.C. ansässige Hungary Initiatives Foundation gemeinsam das Budapest Fellowship Program ins Leben, ein zehnmonatiges Austauschprogramm für junge Wissenschaftler aus den USA, die in Budapest arbeiten und forschen sollen.

## Konferenzen und Veranstaltungen
Studenten des Mathias Corvinus Collegium können von international anerkannten Lehrern und Forschern lernen, die das MCC regelmäßig besuchen. Es wurden zahlreiche nationale und internationale Fachveranstaltungen organisiert, darunter auch große internationale Konferenzen.

### Budapest Lectures
Die Reihe der Budapest Lectures bietet Intellektuellen eine Plattform, um sich mit aktuellen Themen aus den Bereichen internationale Politik, Wirtschaft, Kultur und anderen relevanten Fragen zu befassen, die derzeit die Köpfe der Vordenker beschäftigen. Das Hauptziel dieser Diskussionen besteht darin, diese oft kontroversen, aber dennoch fesselnden Themen zu analysieren. Mit diesen Veranstaltungen möchte MCC der Öffentlichkeit die vielseitigsten, anspruchsvollsten und zum Nachdenken anregenden Vorträge präsentieren. In der Reihe treten international anerkannte Experten auf, die in ihren jeweiligen Fachgebieten herausragend sind und häufig an der Gestaltung öffentlicher, sozialer und wirtschaftlicher Beziehungen auf der ganzen Welt beteiligt sind. Gastredner waren Mark Khater von der Universität Cambridge, Jeffrey Sachs, Joshua Katz und Tilo Schabert, emeritierter Professor für Politikwissenschaft an der Universität Erlangen und Autor von Boston Politics.

### Budapest Summit
Der Gipfel konzentriert sich jedes Jahr auf Schlüsselthemen, die wichtig sind, um die Welt besser zu verstehen. Im Jahr 2019 lag der Schwerpunkt auf der Migration, während im Jahr 2020 Patriotismus die Schlüsselfrage der Veranstaltung war. Im Jahr 2022 organisierte MCC zwei Budapester Gipfeltreffen: Im Februar ging es um die Bildung bei der Entwicklung des Selbstbewusstseins, des Denkens und der Identität junger Menschen, während im September die wirtschaftlichen Folgen des Krieges im Mittelpunkt standen.

### Ambassador Talk
In der Reihe Ambassador Talk stellen aktive Botschafter ihr Land oder ihr Wohnsitzland, ihre diplomatischen Erfahrungen und ihre Beziehungen zu Ungarn vor. Die Veranstaltungen beinhalten auch eine Fragerunde, in der Studierende und Wissenschaftler Fragen stellen können. Ziel des Programms ist es, den Studierenden ein Verständnis für die alltäglichen Beziehungen Ungarns zu anderen Nationen zu vermitteln, sie mit den Besonderheiten der Partnerländer vertraut zu machen und sie mit der täglichen Arbeit, den Herausforderungen und Erfahrungen von Botschaftern und Missionsleitern vertraut zu machen.

### Lunch Talks
Bei den alle zwei Wochen stattfindenden Lunch Talks stellt ein Mitglied des wissenschaftlichen Personals oder ein ausländischer Gastwissenschaftler seine neuesten Forschungsergebnisse vor. Im Anschluss an den Vortrag fungiert ein Experte aus einem anderen Fachbereich oder einer der Studenten als Gegenspieler und stellt im Rahmen der anschließenden Diskussion Fragen an den Teilnehmer. Das Hauptziel des Programms besteht darin, ein Forum für MCC-Studenten und akademische Mitarbeiter zu schaffen, in dem sie ihre Forschungsergebnisse austauschen und informelle Diskussionen führen können.

## Zielsetzung und Standorte

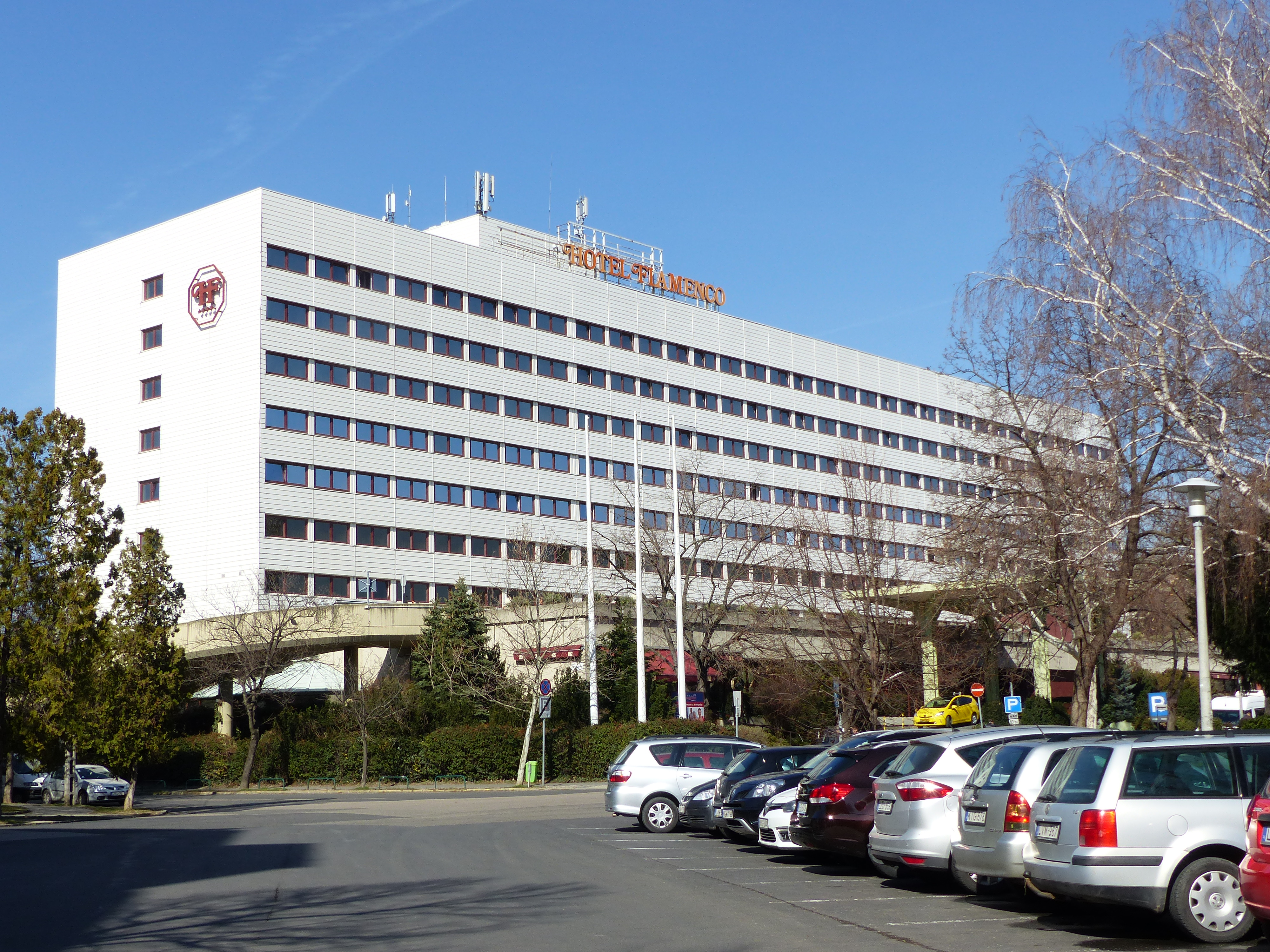
Gebäude des MCC in der Tas vezér utca in Budapest

Das Ziel des MCC ist es, nach der Änderung der Maßstäbe im Jahr 2020 innerhalb weniger Jahre 10.000 Studenten an 35 Standorten auszubilden und in allen ungarischen Komitaten und Nachbarländern mit ungarischer Bevölkerung, einschließlich der Slowakei und der Vojvodina, präsent zu sein. Das Jugendtalentprogramm für Grundschüler soll in allen Städten präsent sein, ebenso das Sekundarschulprogramm für Gymnasiasten, und in acht Universitätsstädten (Budapest, Wien, Klausenburg, Raab, Miskolc, Debrecen, Szeged und Fünfkirchen) soll es Universitätsprogramme mit oder ohne Wohnheimplatz geben.
Das Bildungsziel ist die Entwicklung der Gesamtpersönlichkeit, die Ausbildung von dialogfähigen, gemeinschaftlich denkenden und handelnden Menschen, die mit den kulturellen und historischen Traditionen Ungarns vertraut sind und sich in der Welt orientieren können. Junge Erwachsene, die die Fähigkeit zu Selbstdarstellung und -ausdruck, kritischem Denken, ein hohes Maß an intellektueller Eigenständigkeit, Eigenverantwortung, Unternehmergeist, einen sich ständig erweiternden Bildungshorizont und hervorragende Problemlösungskompetenzen entwickelt haben.

### Expansion aufs Land und jenseits der Grenzen
Das MCC bietet jungen Menschen, die sich engagieren und etwas für die Nation und ihre lokale Gemeinschaft tun wollen, die Möglichkeit, ihre Fähigkeiten zu entwickeln, sich der Welt zu öffnen, internationale Prozesse kennenzulernen und von den besten Lehrern zu lernen, und zwar kostenlos und unabhängig von ihrer geografischen Lage oder finanziellen Situation.
Im Geiste des ländlichen Aufbaus hat das MCC die Renovierung einer Reihe von Gebäuden in schlechtem Zustand, aber mit einer langen Geschichte, einer denkmalgeschützten Vergangenheit und einer besseren Zukunft in Angriff genommen, mit dem Ziel, diese symbolträchtigen Gebäude so bald wie möglich für Begabtenförderungsaktivitäten zur Verfügung zu stellen. Dazu gehören das Hotel Aranybika in Debrecen, das Hotel Konferencia in Győr, das Hotel Avas in Miskolc, das Nationale Casino in Pécs, das Kinder- und Jugendlager in Révfülöp, das Béla-Bartók-Kulturzentrum in Szeged, das Sportszékház in Szekszárd, das alte Wohnheim in der Petőfi-Straße in Szombathely und das alte Rathaus in Zalaegerszeg.
Eines der Ziele der Investitionen besteht darin, den Gebäuden ihre frühere zentrale Rolle in den Städten und ihre frühere Pracht zurückzugeben. Außerdem sollen die Gebäude durch die Einrichtung von Cafés, Buchläden und Gemeinschaftsräumen in das kulturelle Leben der Städte integriert werden und die Einwohner durch die Organisation offener Programme erreicht werden.
MCC eröffnete im November 2022 ein Zentrum in Brüssel, das die politische Beratung und die eingehende Untersuchung aktueller Themen erleichtern soll. Das Zentrum bietet eine Plattform für Intellektuelle und Experten, um den konzeptionellen und normativen Status der europäischen Politikgestaltung zu diskutieren und zu bewerten. Mit seinem besonderen Ansatz zu politischen, sozioökonomischen und kulturellen Fragen will es die europäischen Entscheidungsträger kennenlernen und beeinflussen. Darüber hinaus bietet das Zentrum ein anspruchsvolles und anregendes Umfeld für Gaststudenten, die in kurzen Kursen und Seminaren zu Themen des europäischen Gedankens und der EU-Politikgestaltung Einblicke in den Politik- und Entscheidungsfindungsprozess in Brüssel gewinnen können.

## Buchverlag
Das MCC betreibt den stiftungseigenen Verlag MCC Press, der ungarische sowie internationale Autoren in Übersetzungen publiziert. Beispielsweise hat MCC Press 2022 eine ungarische Übersetzung des Buchs Neue Zeit, neue Verantwortung von Friedrich Merz herausgebracht, die bislang einzige Ausgabe dieser Schrift in einer anderen Sprache. Andere übersetzte Werke stammen von Tilo Schabert, Philip Plickert, von der Feminismus- und Gender-Kritikerin Birgit Kelle, der amerikanischen Journalistin Abigail Shrier, dem amerikanischen Publizisten Rod Dreher, dem dänischen Ökonomen und Thinktank-Gründer Bjørn Lomborg sowie Historikern wie David Engels, Andreas Rödder, Rolf Peter Sieferle.
Das Mathias Corvinus Collegium nahm seine Verlagstätigkeit 2008 auf, doch die ersten Veröffentlichungen wurden noch in Mitherausgeberschaft herausgegeben. Der unabhängige MCC-Verlag (MCC Press) nahm seine Tätigkeit im Jahr 2021 auf. Ziel der Verlagstätigkeit der Stiftung ist es, das ungarische Lesepublikum für Debatten zu interessieren, die in Ungarn weniger bekannt sind, aber in der angelsächsischen Welt bereits geführt werden. Darüber hinaus sollen Leben und Werk vorbildlicher Persönlichkeiten gefördert und ihren Schülern, ehemaligen Schülern und Dozenten Publikationsmöglichkeiten geboten werden. Es wurden bereits mehrere kommerziell erhältliche Bände veröffentlicht. Im Rahmen der Veröffentlichungstätigkeiten von MCC Press wurden auch Bücher deutschsprachiger Autoren ins Ungarische übersetzt.
Am 24. März 2021 erwarb MCC eine indirekte strategische (Veto-)Minderheitsbeteiligung an der Libri-Bookline AG (bzw. Libri-Bookline Gruppe). MCC begründete seine Entscheidung damit, dass die Akquisitionstransaktion sowohl ein professioneller und intellektueller Aufbau der Organisation als auch eine rationale Geschäftsentscheidung sei, da sie auch ein Mittel zur Ausweitung der Aktivitäten von MCC darstellen könne. In Zukunft kann das MCC die Erträge aus den Ergebnissen für die Ausbildung, die Förderung und die Betreuung der begabtesten Studenten sowie für die Ausweitung ihrer Studienmöglichkeiten im Ausland verwenden.
Am 13. Juni 2023 wurde bekannt gegeben, dass die MCC die Anteile von Ákos Balogh für eine nicht genannte Summe erworben hat und damit eine Mehrheitsbeteiligung von 98,41 Prozent an Libri-Bookline, dem größten Akteur auf dem ungarischen Buchhandels- und Verlagsmarkt, besitzt.

## Rezeption und Kritik
Der Standard bezeichnete das MCC als Orbáns „Propagandaorgan“. Es verfolge das Ziel, Ungarns zukünftige, Orbán-treue Eliten hervorzubringen sowie ein internationales rechtes Netzwerk in Europa zu etablieren. Stephan Löwenstein, politischer Korrespondent der FAZ, bezeichnet das MCC als rechtes Gegenstück zu den von George Soros gegründeten Open Society Foundations. 2022 bezeichnete das ARD-Magazin Kontraste das MCC als „rechte Kaderschmiede“ und kritisierte die Konrad-Adenauer-Stiftung für ihre Kooperation. Im August 2023 wurde der Tübinger Oberbürgermeister Boris Palmer für einen geplanten Auftritt am MCC kritisiert. Nach Darstellung der Universität Tübingen, deren Professor Reinhard Johler Palmer bei der Reiseplanung beraten hatte, ging dies auf eine Verwechslung des MCC mit der Budapester Corvinus-Universität zurück. Palmer kritisierte das MCC bei seinem Auftritt im September dafür, zu eng mit der Orbán-Regierung verbunden zu sein.
Das MCC ist eng mit dem ungarischen nationalkonservativ-rechtspopulistischen Lager verbunden. Während der vierten Orbán-Regierung unterstützte die Nationalversammlung die Institution mit einem Aktienpaket im Wert von rund 300 Milliarden Forint. Im selben Jahr erhielt sie weitere 100 Milliarden Forint an staatlicher Unterstützung sowie mehrere Immobilien. Dies wurde kontrovers diskutiert, da viele Führungspersönlichkeiten des MCC mit Fidesz und dem inneren Kreis um Ministerpräsident Viktor Orbán assoziiert sind. Durch die Änderung des Grundgesetzes sind die Zuschüsse keine öffentlichen Gelder mehr und unterliegen nicht mehr der Haushaltsordnung, was von einigen als mangelhafte Finanzkontrolle kritisiert wird. Das MCC-Gesetz unterwirft aber das MCC dadurch gleichzeitig der für jede Kapitalgesellschaft bzw. Stiftung verpflichtenden Finanzvorschriften. Öffentliches Vergaberecht bleibt unberührt. Erleichterungen bestehen lediglich für die dem MCC übertragenen Immobilien, da diese als besonderes staatliches Kulturgut eingestuft wurden, für deren Erhalt und Entwicklung das MCC durch Kabinettsverordnung von einigen Verfahrensvorschriften befreit wurde. Das Mathias-Corvinus-Collegium (und früher die Tihany-Stiftung) veröffentlicht auf seiner Website einen Jahresbericht als auch einen Bericht über die Gemeinnützigkeit.
Kritiker sehen das MCC als eng mit der Regierung Orbán verbunden an. Generaldirektor Zoltán Szalai sagte in einem Interview aus dem Jahr 2020, das MCC sei ideologisch unabhängig, aber nicht wertneutral: Es ziele darauf ab, die nächste Generation von Ungarn mit den notwendigen Fähigkeiten auszustatten, um das Land selbstbewusst in einem globalen Wettbewerb zu vertreten. Die Einrichtung wolle bei ihren Studenten Weltoffenheit, internationale Erfahrung, Fremdsprachenkenntnisse und Patriotismus fördern. MCC ermutige seine Studierenden auch, einen Beitrag zum öffentlichen Dialog und zur Kultur zu leisten und Teil der kulturellen, wirtschaftlichen und sozialen Elite Ungarns zu werden. Die Einrichtung unterstütze junge Menschen, die sich für ihr Land engagieren, die bereit sind, einen Beitrag zu ihrer Gemeinschaft zu leisten, und die sich für ihre Landsleute und ihre Umwelt verantwortlich fühlen, und helfe ihnen, ihr Potenzial zu entfalten und sich zu entwickeln.
Im Vorfeld der Europawahl 2024 wurde das MCC vom Klimawandel-Blog DeSmog dafür kritisiert, Klimawandelleugnern eine Plattform in Brüssel geboten zu haben.